# Bell’s Open 1981
Die Bell’s Open 1981 im Badminton fanden vom 16. bis zum 18. Oktober 1981 in Airdrie statt.

## Medaillengewinner
| Disziplin    | Gold                        | Silber                     | Bronze                        |
| ------------ | --------------------------- | -------------------------- | ----------------------------- |
| Herreneinzel | Nick Yates                  | Steve Baddeley             | Gerry Asquith                 |
| Herreneinzel | Nick Yates                  | Steve Baddeley             | Andy Goode                    |
| Dameneinzel  | Sally Podger                | Gillian Gilks              | Helen Troke                   |
| Dameneinzel  | Sally Podger                | Gillian Gilks              | Catharine Troke               |
| Herrendoppel | Billy Gilliland Dan Travers | Martin Dew Duncan Bridge   | Alex White David Shaylor      |
| Herrendoppel | Billy Gilliland Dan Travers | Martin Dew Duncan Bridge   | Eddy Sutton David Eddy        |
| Damendoppel  | Nora Perry Gillian Gilks    | Sally Podger Karen Chapman | Gillian Clark Barbara Beckett |
| Damendoppel  | Nora Perry Gillian Gilks    | Sally Podger Karen Chapman | Pamela Hamilton Alison Fulton |
| Mixed        | Billy Gilliland Nora Perry  | Martin Dew Gillian Gilks   | Duncan Bridge Karen Chapman   |
| Mixed        | Billy Gilliland Nora Perry  | Martin Dew Gillian Gilks   | Andy Goode Karen Bridge       |

## Finalresultate
| Disziplin    | Sieger                      | Finalist                   | Ergebnis     |
| ------------ | --------------------------- | -------------------------- | ------------ |
| Herreneinzel | Nick Yates                  | Steve Baddeley             | 15:5, 15:5   |
| Dameneinzel  | Sally Podger                | Gillian Gilks              | 11:0, 12:10  |
| Herrendoppel | Billy Gilliland Dan Travers | Martin Dew Duncan Bridge   | 18:17, 15:12 |
| Damendoppel  | Nora Perry Gillian Gilks    | Sally Podger Karen Chapman | 15:7, 15:13  |
| Mixed        | Billy Gilliland Nora Perry  | Martin Dew Gillian Gilks   | 17:16, 15:10 |